# 美洲美首鰈
美洲美首鰈為輻鰭魚綱鰈形目鰈亞目鰈科的其中一種，為溫帶海水魚，分布於北太平洋區，從白令海至墨西哥下加利福尼亞北部海域，棲息深度0-900公尺，體長可達60公分，棲息在沙泥底層水域，生活習性不明，可做為食用魚。